# Наседкин, Владимир Никитович
Владимир Никитович Наседкин (род. 4 апреля 1954[…], Ивдель, Свердловская область) — российский художник, живописец, график, скульптор, фотограф, автор объектов и инсталляций.
С 1983 — член Союза художников СССР. С 1996 — Заслуженный художник России. С 2023 — Народный художник Республики Северная Осетия-Алания.
С 2015 — Почетный Академик Российской Академии Художеств.                                                                                                                                         С 2024-Член-корреспондент Российской Академии Художеств
Номинант Государственной премии в области изобразительного искусства РФ (2002)
Жанр: живопись, графика, скульптора, фотография, инсталляция.

## Биография
Родился 4 апреля 1954 года в городе Ивдель Свердловской области.
В 1976 году окончил художественно-графический факультет Нижнетагильского государственного педагогического института. Учился у Перевалова Л. И. и Черепанова К. П. Работает совместно с женой, художницей Татьяной Баданиной. Дочь Анна Наседкина (1978 г. р.) — иконописец.
С 1977 по 1989 год преподавал на художественно-графическом факультете Нижнетагильского государственного педагогического института.
C 1975 года начинает творческую и выставочную деятельность. Провел около 30 персональных выставок в России и за рубежом.
С 1997 года живёт и работает в Москве.

## Выставки
Принимал участие в Международных художественных выставках современного искусства.
- 1990 V-th International Contemporary Art Fair. Convention Center, Los-Angeles, USA
- 1991 VI-th International Contemporary Art Fair. London Olimpia. London, England
- 1993 Международная художественная ярмарка. Авиньон. Франция.
- 1993 Международная художественная ярмарка «АРТ-МИФ». Аукцион «Sothebys». Манеж. Москва
- 1997 «Гармония контрастов. Русское искусство второй половины XX века», выставка-аукцион. Объединение «Магнум Арс», Российская Академия Художеств. Москва
- 1997 Выставка-конкурс графики в Российской Академии Художеств. Москва
- 2000 Международная выставка-ярмарка книги в Лейпциге. Германия.
- 2000 I Международная выставка-аукцион современного искусства «ART-FOR». Донецк. Украина
- 2001 XIX Ярмарка современного искусства. Art-Brussels Expo. Брюссель. Бельгия
- 2003 "Мост интеграции современной культуры в рамках международной триеннале графики «Краков-2003». Московский музей современного искусства. Москва
- 2003 Выставка в Государственная Третьяковская Галерея "ГОСПРЕМИЯ- 2002 «.Москва
- 2003, 2004 Международный фестиваль современного искусства „АртКлязьма“. Пирогово
- 2004 Международная Фотобиеннале, Москва
- 2004, 2006, 2009, 2011 Международная художественная ярмарка „Арт-Москва“
- 2009, 2010 Международный художественный салон „Brafa“. Брюссель. Бельгия
- 2011 Венецианская биеннале современного искусства. Персональная выставка в Университете Ca Foscari. „Венецианские строфы“ И. Бродского в ксилографиях В. Наседкина. (Книга художника). Куратор — Пономарёв, Александр Евгеньевич. Венеция. Италия
- 2012 Museo Petro Canonica in Villa Borghese (Галерея Боргезе). Персональная выставка „Венецианские строфы“ И. Бродского в ксилографиях В. Наседкина.(Книга художника). Куратор-Alinda Sbragia. Рим. Италия
- 2012 5 Международная биеннале современного искусства „ALUMINIUM“ в Баку. Азербайджан
- 2013 „Подъемная сила“. В рамках проекта Кирилла Серебренникова „Платформа“ на Винзаводе (цех Белого). Куратор-Александр Пономарев. Москва
- 2013 „Книга на острие современного искусства“. В параллельнлой программе 5 Московской биеннале современного искусства. Москва
- 2014 Бумажная скульптура. ГРМ. Санкт-Петербург
- 2015 Международная триеннале современного искусства „ECHIGO-TSUMARI“ в Японии
- 2015 VI Московская биеннале современного искусства.
- 2016 „Путешествие оттуда туда. Владимир Наседкин и Андрей Чежин“. Галерея Эрарта. Гонконг.
- 2016 V Moсковская Биеннале Архитектуры. Общероссийская премия в области архитектуры „АРХИWOOD“. Номинация „Арт-объект“. Москва
- 2016 Московская биеннале скульптуры в Коломенском.
- 2017 „Структуры“. ГРМ. Санкт-Петербург.
- 2018 „Книга скульптора“. ГРМ. Санкт-Петербург.
- 2018 „Земля и Небо“. Ирландия. Дублин. Zozimus-gallery
- 2018 „Без берегов“. Крокин Галерея. Москва
- 2019 „Протоалфавит“. Pop/off/art gallery

Неоднократно принимал участие в проектах крупнейших музеев России:
- в Государственном Эрмитаже. Санкт-Петербург. „ 848. Коллекция Жоржа Мачаре и Нади Волконской“. 2013
- в Государственном Русском Музее. Санкт-Петербург: „Абстракция в России. XX век“.2001; „Коллаж в России“. 2006; „Приключения Чёрного квадрата“. 2007. „Бумажная скульптура“. 2014. „Структуры“. 2017. „Книга скульптора“. 2018.
- в Государственной Третьяковской Галерее. Москва: „Абстракция в России“, 2002; Госпремия-2002». 2003; «Ревизия материала». 2005-06; выставки из фондов ГТГ;
- в Государственном Музее Изобразительных Искусств им. А. С. Пушкина в Москве: «Студия „СЕНЕЖ“-55 офортов». 2003
- в Государственном Музее Востока. Москва: «Сады и пустыни». 1999
- в Московском Музее Современного Искусства. Москва: "Мост интеграции современной культуры в рамках международной триеннале графики «Краков-2003»; «Новый Ангелларий». 2007; «К полету готов?». 2014; 5 Московская международная биеннале молодого искусства. 2015; ряд экспозиций из фондов музея.
- в Государственном Центре Современного Искусства (ГЦСИ). Москва. "А.С.П посвящается… 1999 г.; "Благотворительный аукцион в поддержку народных промыслов в рамках 9 Международной ярмарки «Арт-Москва».2004; «Авторская книга поэта и художника. Между текстом и образом».2005; «Transition in Russia».2008; «Выставка-презентация Международного симпозиума Аланика». 2010; «Благотворительный аукцион произведений современных российских художников в поддержку А. Ерофеева и Ю. Самодурова». 2010). Международный фестиваль «Пространство LUCIDA». 2014.
- в Музее и общественном центре им. А.Сахарова. Москва «Стенгазета».2000
- в Музее декоративно-прикладного искусства. Москва «Предметы и объекты». 2003, «Код Эпохи».2013. «Интервенция». 2015, «Актуальная Россия. Взрослый выбор». 2019.
- в залах Большого и Нового Манежа, ЦДХ, Винзавода, Артплея, Политехнического музея, Музея современной истории России, Музея-усадьбы «Царицыно» и др.
- 2 года Владимир преподавал в школе современного искусства «Свободные мастерские» при Московском музее современного искусства (2000—2001)
- Как куратор организовал ряд художественных симпозиумов в Татарстане (1978), в Якутии (1979), в Карелии (1980), на Алтае (1981), на Соловках (1982), в Хакасии (1983), на Урале (1984-85гг.), в Ферапонтово (1986), в Угличе (1987), в Латвии (1988), в Крыму (1989)
- Совместно с Татьяной Баданиной был организатором и куратором международных симпозиумов на Урале (1989), в Непале (Катманду) и в Тибете (Лхаса.2000), на Байкале (2001), в Ферапонтово (2003) (художники Инфанте, Франсиско и Нонна Горюнова, Пономарёв, Александр Евгеньевич, Тишков, Леонид Александрович, Шабуров, Александр Евгеньевич, Порто, Иван Борисович, Чернышев, Аристарх Александрович, Ефимов, Владислав Эдуардович, Батынков, Константин Александрович …)
- Как дизайнеры Владимир и Татьяна оформляли павильоны российско-украинского консорциума «АН-70» на Международном Авиашоу в Германии. ILA.Берлин.2000; На II Международном космическом шоу в Киеве АВIAСВIT-XXI..Украина.2000; на III Китайской международной выставке авиации и космического пространства. Джухай-Макао.2000 и ряд интерьеров в Киеве и в Москве
- Участвовал в международных симпозиумах живописи, графики и скульптуры в России, США, Австрии, Норвегии, Румынии, Франции, Турции, Польше, Киргизии, Украине, Азербайджане, Японии

## Коллекции
- Государственная Третьяковская Галерея, Москва
- Государственный Музей Изобразительных Искусств им. А.С.Пушкина, Москва
- Государственный Эрмитаж, Санкт-Петербург
- Государственный Русский Музей, Санкт-Петербург
- Музеи Московского Кремля, Москва
- Музей Востока , Москва
- Государственный центр современного искусства, Москва
- Московский музей современного искусства, Москва
- Коллекция Министерства Культуры РФ, Москва
- Государственный центральный музей современной истории России, Москва
- Musee Nationale d’Art Moderne Centre Georges Pompidou, Париж. Франция
- Albertina Museum, Вена. Австрия
- Zimmerli Art Museum, Нью-Брунсвик. США
- Российская государственная библиотека, Москва.
- Государственная Библиотека Сената Италии, Рим. Италия
- Stella Art Foundation, Москва
- AVC Charity Foundation, Москва
- Музей органической культуры. Коломна
- AZ-музей, Москва

а также в государственных художественных музеях: Калининграда, Нижнего Тагила, Екатеринбурга, Новосибирска, Томска, Красноярска, Перми, Бердска, Архангельска, Кирова, Кургана, Ирбита, Ярославля, Саянска, Саратова, Самары, Уфы, Твери, Липецка, Ельца, Вологды, Челябинска, Южно-Сахалинска, Барнаула, Сургута, Ханты-Мансийска, Коломны, Череповца, Владикавказа, Бишкека, Львова, Ивано-Франковска, Вильнюса, Донецка, Астаны, Еревана, Таллинна, Каира, Белграда, Стокгольма, Мальборка, Лодзи, Любина.

## Награды
- Премия жюри I Международной выставки печатной графики «INTERPRINT». Львов. Украина. 1990
- Гран-при III международной биеннале станковой графики в Калининграде, 1994
- I премия конкурса живописи в Твери, 1995
- I премия II международной триеннале печатной графики в Каире. Египет. 1996
- I премия VI международной биеннале графики в Лодзи. Польша. 1996
- Премия музея Мирового океана IV международного биеннале станковой графики. Калининград, Россия. 1996
- Приз Литовской Академии художеств III международной биеннале графики. Литва. 1998
- I премия I международной биеннале станковой графики в Новосибирске. 1999
- Премия Министерства Культуры Свердловской обл. имени Г. С. Мосина. 2005
- I премия I международного фестиваля садово-парковой скульптуры. Екатеринбург. 2006
- I премия компании " SITRONIX " на II международной выставке современной актуальной скульптуры АРТПОЛЕ 2006 " TECHNOLOGY «. Москва . 2006
- Грант Министерства Культуры Франции AAFA . Париж, Франция. Cite Internationall des Arts. 2007,2011,2012 гг.
- II премия „Конкурса гео/графического дизайна“. Институт B&D. Дизайн-завод Флакон. 2014.
- Номинант ежегодной общероссийской премии за лучшее архитектурное сооружение из дерева „AРХИWOOD“ в номинации „Лучший арт-объект“. 2016
- Диплом Российской Академии Художеств. 2016, 2022
- Стипендия Министерства Культуры РФ (2023)